# NGC 59
NGC 59 là một thiên hà dạng thấu kính trong chòm sao Kình Ngư. Nó nằm ở RA 00h 15m 25,4s, dec 21 ° 26 42 (J2000) và có cường độ rõ ràng là 13,1. Nó là một thành viên có thể có của Nhóm Sculptor. Đó là khoảng 14 đến 17 Mly đi.